# Sötvatten

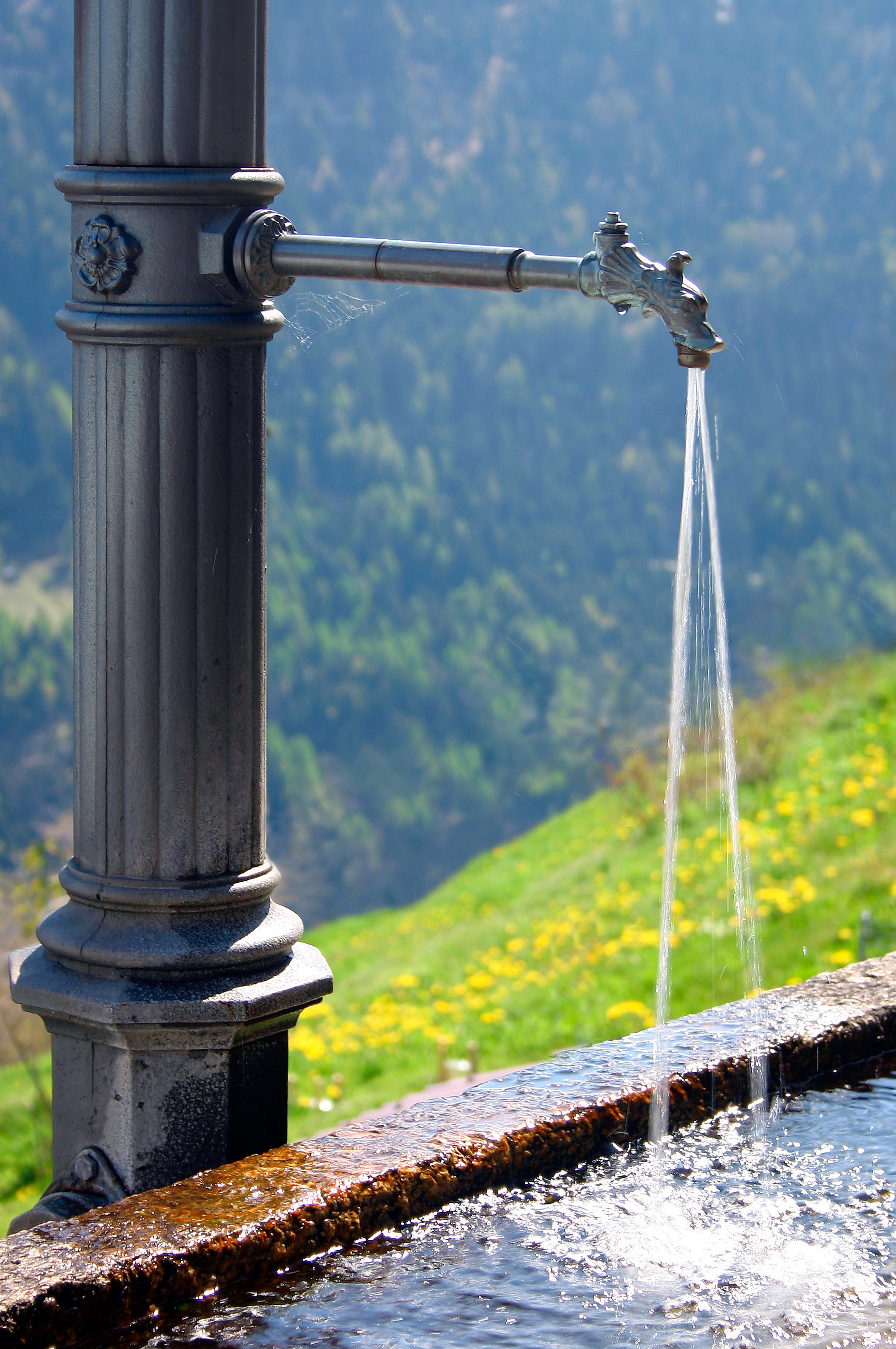
Sötvattenkran i en schweizisk by

Sötvatten eller färskvatten är vatten som har tillräckligt låg salthalt för att vara drickbart, men anger inte om det är tjänligt som dricksvatten i övrigt. I allmänhet avser det vatten med en salthalt under ca 0,05 % (se Salinitet). Vattnet i all nederbörd är sötvatten. Totalt utgör sötvatten ungefär 2,5 % av allt vatten på jorden, och nästan allt sötvatten är antingen grundvatten eller fruset.
Grundvatten utgör ungefär 30 % av allt sötvatten medan knappt 69 % är fruset till is i bland annat inlandsis, shelfis och glaciärer. Drygt 1 % av sötvatten, eller 0,032 % av allt vatten, finns i insjöar och vattendrag.
Sötvatten är en bristvara i stora delar av världen.
Framställning av sötvatten från saltvatten, genom avsaltning, kräver energi och är en kostsam lösning på vattenbrist.
En biologisk organism som lever i sötvatten sägs vara limnisk, men anger egentligen bara att den främst förekommer i inlandsvatten.